# جيل كنعان
جيل كنعان (بالإنجليزية: Gil Kenan)‏ هو مخرج أمريكي، ولد في 16 أكتوبر 1976 في لندن في المملكة المتحدة.

## وصلات خارجية
- جيل كنعان على موقع IMDb (الإنجليزية)
- جيل كنعان على موقع ألو سيني (الفرنسية)
- جيل كنعان على موقع أول موفي (الإنجليزية)
- جيل كنعان على موقع بوكس أوفيس موجو (الإنجليزية)
- جيل كنعان على موقع قاعدة بيانات الأفلام السويدية (السويدية)
- جيل كنعان على موقع قاعدة بيانات الفيلم (الإنجليزية)
- جيل كنعان على موقع كينوبويسك (الروسية)